# Clay Regazzoni
Gianclaudio Giuseppe "Clay" Regazzoni, född 5 september 1939 i Porza i Ticino, död 15 december 2006 i Parma i Italien, var en i schweizisk racerförare. 

## Racingkarriär

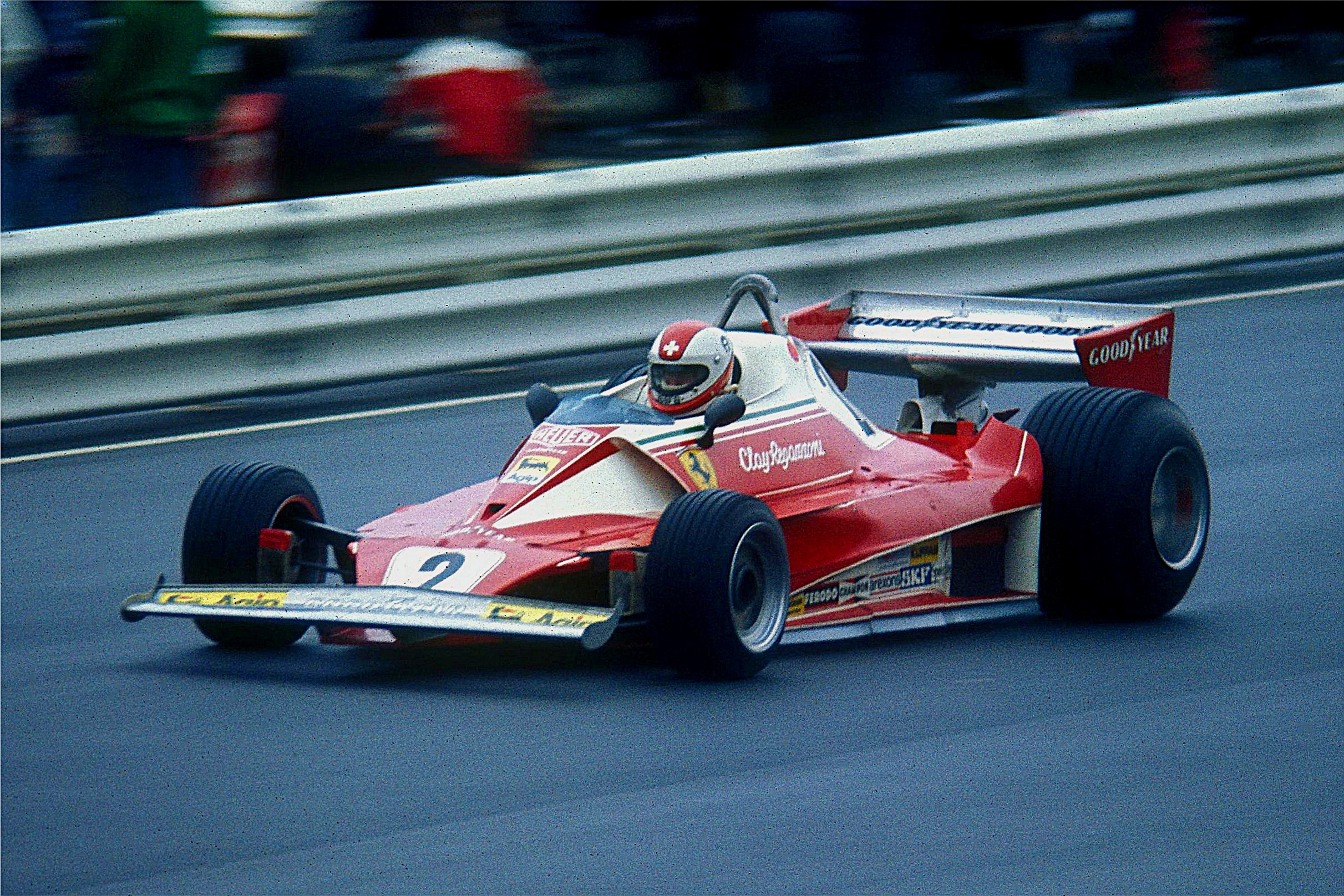
Clay Regazzoni i en Ferrari 312T under träning inför Tysklands Grand Prix 1976.

Regazzoni debuterade i formel 1 för Ferrari säsongen 1970. Hans största merit är andraplatsen i formel 1-VM 1974.
Regazzoni omkom i en trafikolycka den 15 december 2006. Vid obduktionen framkom att han kan ha dött en naturlig död strax före eller i olyckan.

## F1-karriär
| Säsong                 | Stall/Tillverkare      | Placering              | Lopp | Poäng | Etta | Tvåa | Trea | Pole | Varv |
| ---------------------- | ---------------------- | ---------------------- | ---- | ----- | ---- | ---- | ---- | ---- | ---- |
| 1970                   | Ferrari                | 3                      | 8    | 33    | 1    | 3    |      | 1    | 3    |
| 1971                   | Ferrari                | 7                      | 12   | 13    |      |      | 3    | 1    |      |
| 1972                   | Ferrari                | 7                      | 10   | 15    |      | 1    | 1    |      |      |
| 1973                   | BRM                    | 18                     | 14   | 2     |      |      |      | 1    |      |
| 1974                   | Ferrari                | 2                      | 15   | 52    | 1    | 4    | 2    | 1    | 3    |
| 1975                   | Ferrari                | 5                      | 14   | 25    | 1    |      | 2    |      | 4    |
| 1976                   | Ferrari                | 5                      | 15   | 31    | 1    | 3    |      | 1    | 3    |
| 1977                   | Ensign-Ford            | 17                     | 17   | 5     |      |      |      |      |      |
| 1978                   | Shadow-Ford            | 16                     | 16   | 4     |      |      |      |      |      |
| 1979                   | Williams-Ford          | 5                      | 15   | 29    | 1    | 2    | 2    |      | 2    |
| 1980                   | Ensign-Ford            | -                      | 4    |       |      |      |      |      |      |
| Sammanlagt 11 säsonger | Sammanlagt 11 säsonger | Sammanlagt 11 säsonger | 140  | 209   | 5    | 13   | 10   | 5    | 15   |

| 1. Italien 1970 2. Tyskland 1974 3. Italien 1975 4. USA West 1976 5. Storbritannien 1979 |

| 1. Österrike 1970 2. Kanada 1970 3. Mexiko 1970 4. Tyskland 1972 5. Brasilien 1974 6. Spanien 1974 7. Nederländerna 1974 8. Kanada 1974 9. Belgien 1976 10. Nederländerna 1976 11. Italien 1976 12. Monaco 1979 13. Tyskland 1979 |

| 1. Sydafrika 1971 2. Nederländerna 1971 3. Tyskland 1971 4. Spanien 1972 5. Argentina 1974 6. Frankrike 1974 7. Sverige 1975 8. Nederländerna 1975 9. Italien 1979 10. Kanada 1979 |

| 1. Mexiko 1970 2. Storbritannien 1971 3. Argentina 1973 4. Belgien 1974 5. USA West 1976 |

| 1. Österrike 1970 2. Italien 1970 3. Kanada 1970 4. Argentina 1974 5. Brasilien 1974 6. Österrike 1974 7. Belgien 1975 8. Storbritannien 1975 9. Tyskland 1975 10. Italien 1975 11. USA West 1976 12. Monaco 1976 13. Nederländerna 1976 14. Storbritannien 1979 15. Italien 1979 |